# Cryosophila
Cryosophila es un género con 10 especies de plantas con flores perteneciente a la familia  de las palmeras (Arecaceae).  

## Distribución
Es originaria de América, distribuyéndose desde México hasta el norte de Colombia.

## Descripción
Son plantas hermafroditas, con tallos erectos, breves y delgados a robustos y arborescentes, solitarios, armados (al menos basalmente) con aguijones radiculares a menudo ramificados. Pecíolos más allá de la vaina alargados, inermes, partidos basalmente en los individuos reproductivamente maduros, a menudo con una hástula adaxial corta y triangular, la vaina densamente flocosa, que llega a ser fibrosa. Láminas foliares profundamente divididas (a menudo hasta la base) en 2 mitades, cada una profundamente palmado-dividida por 2 órdenes de divisiones, sin una costa, los últimos segmentos brevemente bífidos, abaxialmente blanquecino a plateado-tomentulosas. Inflorescencias interfoliares, bisexuales, más cortas que las hojas. Flores bisexuales, solitarias, bracteoladas, brevemente pediceladas, blancas a crema; sépalos 3, brevemente con-natos basalmente; pétalos 3, separados; estambres 6, los filamentos connatos. Frutos maduros globosos a ovoides o elipsoides, lisos, blancos o blanquecinos, con residuo estigmático apical.

## Especies
- Cryosophila bartlettii
- Cryosophila cookii
- Cryosophila grayumii
- Cryosophila guagara
- Cryosophila kalbreyeri
- Cryosophila macrocarpa R.J.Evans (1992).
- Cryosophila nana (Kunth) Blume (1838).
- Cryosophila stauracantha (Heynh.) R.J.Evans (1995).
- Cryosophila warscewiczii (H.Wendl.) Bartlett (1935).
- Cryosophila williamsii P.H.Allen (1953).